# Gabriël Gorris
Gabriël Gorris, pseudoniem van Frans Jozef Linnartz (Roermond, 15 maart 1907 – Leidschendam, 1987) was een Nederlandse onderwijzer en schrijver. Hij schreef ook onder de naam Ray Franklin.
Gorris woonde en werkte van 1932-1934 in het onderwijs op Curaçao, maar repatrieerde in verband met gezondheidsproblemen van zijn vrouw. Hij woonde daarna afwisselend in Voorburg en Den Haag. Hij schreef gedichten, novellen en streekromans, naast een monografie over zijn geboortestreek. Hij vertaalde bovendien literatuur uit het Duits en het Frans. Vanaf 1956 schreef hij ook jeugdboeken onder de naam Ray Franklin.
Hij trad sterk op de voorgrond met een katholieke literaire ideologie die hij in artikelen en lezingen verdedigde. Na repatriëring publiceerde hij over de West romans als Christoffel Columbus, de laatste kruisvaarder (1946), het bekroonde Palabroea de witte uil van Hato (1947), Mayoba de goede kacike (1948) en Over grondeloze diepten (1948) en een dichtbundel als Gedichten bij de passie van onze Heer Jezus Kristus (1983), boeken waarin zijn katholieke overtuiging dominant aanwezig is.